# 970年代
| 千纪： | 1千纪                                                                                  |
| 世纪： | 9世纪 \| 10世纪 \| 11世纪                                                              |
| 年代： | 940年代 \| 950年代 \| 960年代 \| 970年代 \| 980年代 \| 990年代 \| 1000年代             |
| 年份： | 970年 \| 971年 \| 972年 \| 973年 \| 974年 \| 975年 \| 976年 \| 977年 \| 978年 \| 979年 |

## 大事记
- 970年，南漢降北宋
- 972年，南唐對北宋稱臣，李煜自稱江南國王。
- 974年，宋大舉攻江南，宣徽南院使曹彬任都部署，分道進兵，渡長江，大敗江南軍於采石及白鷺洲。
- 975年，宋軍圍江寧，城陷，江南國主李煜迎降。南唐亡。
- 976年，江州胡則固守，城陷。屠城，殺數萬人。宋太祖趙匡胤午夜，大雪，召其弟晉王趙光義，囑以後事，但遙見燭影下趙光義時或離席，趙匡胤引柱斧戳地：「汝好為之。」遂卒。趙光義即帝位，是為宋太宗。
- 978年，吳越王錢弘俶入朝於宋，錢弘俶上表盡獻其地。吳越亡。
- 979年，宋太宗統軍攻漢，圍太原，漢帝劉繼元降。北漢亡。宋太宗轉軍攻遼，圍遼南京，高梁河之战，宋太宗中箭重傷，乘驢車南遁，遼追至涿州。

## 逝世
- 976年，宋太祖